# Geszer ha-Ziw
Geszer ha-Ziw (hebr. גשר הזיו; ang. Gesher HaZiv; pol. Most Chwały) – kibuc położony w Samorządzie Regionu Matte Aszer, w Dystrykcie Północnym, w Izraelu. Członek Ruchu Kibuców (Ha-Tenu’a ha-Kibbucit).

## Położenie
Kibuc jest położony na wysokości 23 metrów n.p.m. na niewielkim wzgórzu w północnej części równiny przybrzeżnej Izraela. W odległości około 0,5 km na zachód jest wybrzeże Morza Śródziemnego, a 2,5 km na wschód rozpoczynają się wzgórza Zachodniej Galilei. Na północ od kibucu przepływa strumień Keziw, a na południu strumień Sza’al. W otoczeniu kibucu Geszer ha-Ziw są położone miasto Naharijja, miejscowość Szelomi, kibuce Sa’ar, Maccuwa i Kabri, moszawy Liman, Becet, Awdon, Manot i Ben Ammi, oraz wioska komunalna Newe Ziw.

### Podział administracyjny
Geszer ha-Ziw jest położony w Samorządzie Regionu Matte Aszer, w Poddystrykcie Akka, w Dystrykcie Północnym.

## Demografia
Stałymi mieszkańcami kibucu są wyłącznie Żydzi. Tutejsza populacja jest świecka:

Źródło danych: Central Bureau of Statistics.

## Historia
W pobliżu tego miejsca, przy ujściu rzeki Keziw do Morza Śródziemnego był położony fenicki port morski Achziw. Badania archeologiczne odkryły w tym rejonie pozostałości osad ludzkich z epoki brązu (XX wiek p.n.e.), okresu perskiego (X wiek p.n.e. i hellenistycznego (III wiek p.n.e.). Główne miejsce prowadzonych wykopalisk posiada osiem odkrytych warstw. Między innymi odkryto tutaj ruiny kananejskiej świątyni z XVI wieku p.n.e. poświęconej bogini Astarte. Podczas podboju asyryjskiego w 732 roku p.n.e. miasto zostało zdobyte i spalone przez Asyryjczyków. Odkryty kamienny mur obronny o wysokości 2 metrów z V wieku p.n.e. jest dowodem, że miasto odbudowano. Wokół znaleziono pozostałości budynków oraz liczne przedmioty użytkowe i ceramikę. W okresie panowania helleńskiego, Achziw było miastem granicznym Ptolemeuszy. W wyniku kolejnych wojen przeszło pod kontrolę Seleucydów. O tym nadmorskim mieście wspomina żydowski historyk Józef Flawiusz, jest także wymieniane w żydowskich pismach rabinicznych, na przykład Midrasz Rabba Vajikra 37:4. Talmud babiloński wspomina o nim przedstawiając lokalizację Achziw w odniesieniu do historycznych granic Izraela. Prawdopodobnie podczas wojen żydowskich miasto zostało doszczętnie zniszczone. W 1970 roku odkryto kościół poświęcony św. Łazarzowi. Pochodzi on z okresu bizantyjskiego i prawdopodobnie został zniszczony przez pożar podczas najazdu perskiego w 614 roku. W okresie panowania krzyżowców powstał tutaj zamek obronny Casal Lambertie or Imbert. Pod panowaniem mameluków w miejscu tym pojawiła się arabska wioska Az-Zib. W nocy z 16 na 17 czerwca 1946 roku żydowski oddział szturmowy Palmach podjął próbę wysadzenia mostu kolejowego i drogowego przy Az-Zib. Żydowscy żołnierze zostali jednak dostrzeżeni i ostrzelani przez Brytyjczyków zanim zdołali podłożyć ładunki wybuchowe. Operacja nie powiodła się, a Żydzi utracili 14 zabitych i 5 rannych. Przyjęta 29 listopada 1947 roku Rezolucja Zgromadzenia Ogólnego ONZ nr 181 przyznała te tereny państwu arabskiemu. Podczas wojny domowej w Mandacie Palestyny w 1948 roku w wiosce stacjonowały siły Arabskiej Armii Wyzwoleńczej, które paraliżowały żydowską komunikację w całej Galilei. W przededniu wybuchu I wojny izraelsko-arabskiej, 14 maja 1948 roku siły żydowskiej Hagany zajęły wioskę Az-Zib. Jej mieszkańcy uciekli na północ do Libanu. Następnie większość domów wyburzono.
Współczesny kibuc został założony 27 stycznia 1949 roku przez imigrantów ze Stanów Zjednoczonych i Kanady, do których dołączyli ewakuowani w 1948 roku mieszkańcy zniszczonego kibucu Bet ha-Arawa. Założono go na podstawie opuszczonej bazy wojskowej wykorzystywanej podczas II wojny światowej przez żołnierzy nowozelandzkich. Pod koniec lat 90. XX wieku kibuc znalazł się w kryzysie gospodarczym, który wymusił przeprowadzenie w 1998 roku procesu prywatyzacji. W 2004 roku rozpoczęto rozbudowę osady o nowe osiedle mieszkaniowe, co umożliwiło dalszy rozwój kibucu.

### Nazwa
Nazwano go na cześć 14 członków Palmach, którzy zginęli podczas wysadzania mostów w nocy z 16 na 17 czerwca 1946 roku (pol. Most Chwały).

## Edukacja
Kibuc utrzymuje przedszkole. Są tu także szkoła podstawowa Chofei Galil oraz eksperymentalne gimnazjum Sulam Tsor. Służą one okolicznym wioskom.

## Kultura i sport
W kibucu jest ośrodek kultury z biblioteką. Z obiektów sportowych jest basen pływacki, boisko do piłki nożnej, korty do tenisa oraz sala sportowa z siłownią.

## Turystyka
W sąsiedztwie kibucu jest położony Park Narodowy Achziw.

## Gospodarka
Gospodarka kibucu opiera się na intensywnym rolnictwie, sadownictwie (głównie bananów) i hodowli drobiu. Część mieszkańców pracuje w pobliskich strefach przemysłowych.

## Infrastruktura
W kibucu znajduje się przychodnia zdrowia, sklep wielobranżowy, stolarnia, stacja benzynowa i warsztat mechaniczny. W 2005 roku przy kibucu uruchomiono oczyszczalnię ścieków, która oczyszcza około 3,5 mln metrów sześciennych ścieków rocznie. Oczyszczalnia rozwiązała problem zanieczyszczenia morza, do którego przez lata odprowadzano ścieki miejskie sąsiedniej Naharijji. Uruchomienie oczyszczalni ścieków wiązało się z dużymi inwestycjami w infrastrukturę kanalizacyjną. W całym mieście prowadzona jest segregacja i recykling śmieci.

## Transport
Z kibucu wyjeżdża się na północny zachód na drogę nr 4, którą jadąc na północ dojeżdża się do moszawu Liman, lub jadąc na południe do miasta Naharijja.